# Pseuduvaria multiovulata
Pseuduvaria multiovulata är en kirimojaväxtart som först beskrevs av Cecil Ernest Claude Fischer, och fick sitt nu gällande namn av James Sinclair. Pseuduvaria multiovulata ingår i släktet Pseuduvaria och familjen kirimojaväxter. Inga underarter finns listade i Catalogue of Life.